# Réserve naturelle de Stormyr
La réserve naturelle de Stormyr  est une aire protégée norvégienne qui est située dans le municipalité de Larvik, dans le comté de Vestfold.

## Description
La réserve naturelle de 0,108 km2 a été créée en 1980 en zone forestière au nord-ouest de Kvelde.
Stormyr est une tourbière pauvre en espèces. Les grains de pollen des couches de tourbe dans la boue pourraient nous donner une connaissance des conditions à plusieurs milliers d'années en arrière. Les analyses de pollen seront en mesure de dire quand différentes espèces d'arbres se sont établies sur le site.
La sphaigne de tourbe brune et la sphaigne de tourbe côtière dominent la couche inférieure de Stormyr. Les mousses de tourbe ont la propriété d'absorber et de retenir l'eau.
Le but de la conservation est de préserver un plus grand complexe de tourbières pauvres avec des roches profondes éruptives sur le côté ouest du rift d'Oslo . (Champ de Larvikite).